# Ryokan

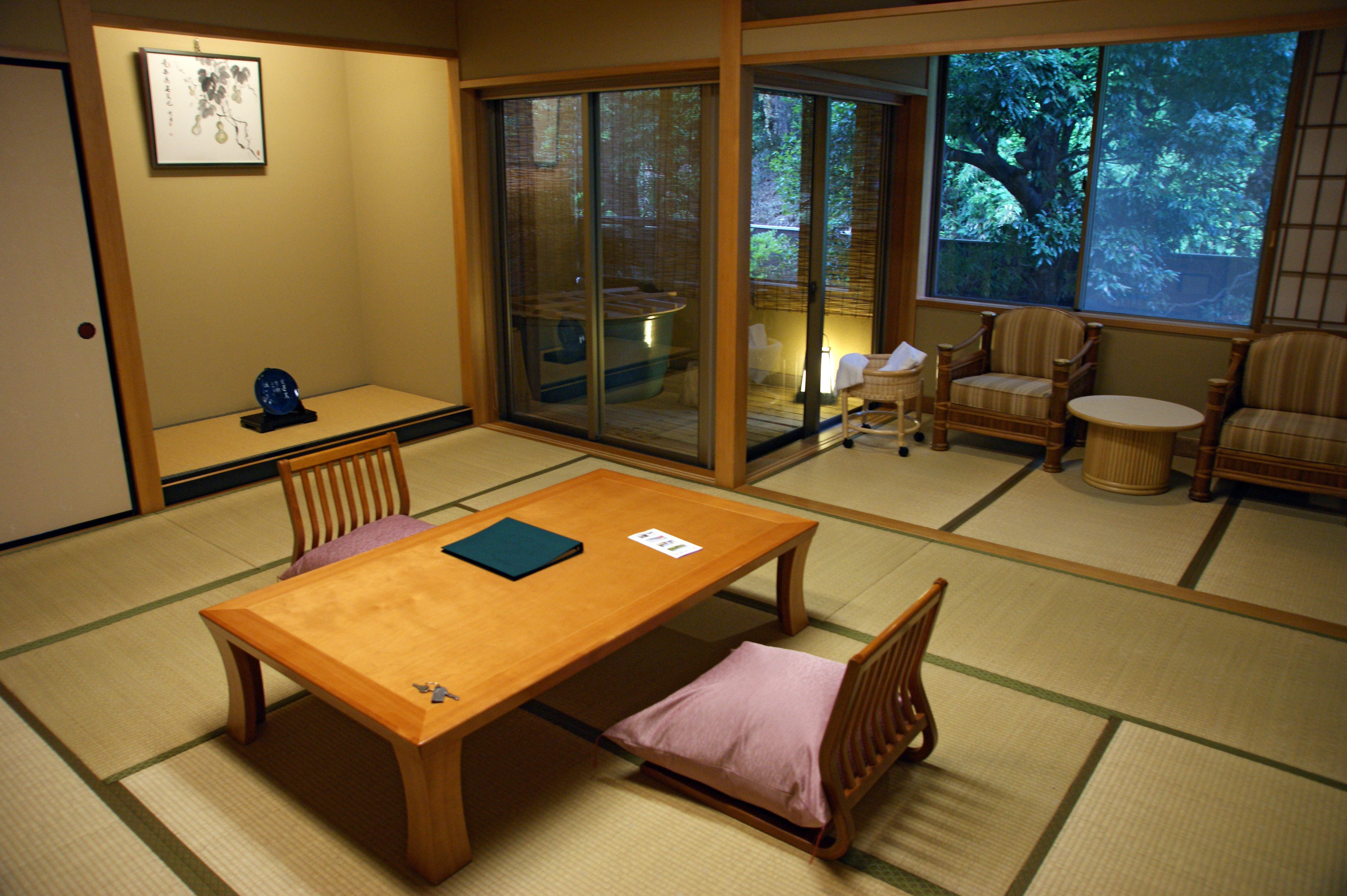
Modesta habitació en el Ryokan Kai Izumo a Matsue.

freqEl ryokan (旅馆) és un tipus d'allotjament tradicional japonès que originalment es va crear per allotjar visitants a curt termini. Avui en dia s'utilitzen com a hostatges de luxe per a turistes, sobretot occidentals. Entre altres comoditats, les seves habitacions es componen d'un pis de tatami, banys termals col·lectius (onsen), jardins i cuina sofisticada amb plats típics.

## Orígens
L'origen d'un lloc de descans durant un viatge data del període Nara amb les denominades fuseya (伏 屋), cases humils de descans gratuïtes. Per aquell temps, els viatges eren perillosos, ja que la gent no posseïa refugis durant la nit, motiu pel qual molts viatgers podien ser atracats o assassinats a mitjan trajecte. Per aquest motiu, un grup de monjos budistes va començar a construir ponts i carreteres en llocs de trànsit perillosos i els adequaren per allotjar viatgers ocasionals. Durant el període Heian els llocs de descans per als pelegrins van ser els temples (que després es van anomenar shukubo (宿 駅), en català "allotjament del temple") i grans cases pertanyents a aristòcrates de l'època.
Més endavant, en el període Kamakura, van sorgir els kichin-yado (木 赁 宿?), simples llocs de trànsit on només es cobrava el cost de la fusta utilitzada per escalfar-se i es cuinava el menjar que el viatjant s'ingerís. Amb el pas del temps es van anar donant una sèrie de noms com hatago (旅 笼) i honjin (本 阵) per a designar a aquests llocs de descans que van servir de base per a la creació dels ryokan.
És a mitjans del període Edo quan els ryokan sorgeixen de manera oficial el 1750 arran del gran trànsit de persones (aproximadament més d'un milió i mig de mitjana) que passaven per Tokaido, antiga regió japonesa situada a la costa sud de Honshū principal artèria de trànsit entre Edo i Kyoto. Aquesta quantitat de viatgers va augmentar considerablement en els següents anys. Tal demanda d'allotjament va requerir el desenvolupament d'una gran "cultura hotelera", reflectida en l'arquitectura i les característiques de l'habitatge típic del Japó, des del període Heian fins al dia d'avui.

## Característiques
L'estructura d'un ryokan i les seves habitacions es componen d'un sistema de portes i parets corredisses o fusuma (袄) que poden obrir-se i fins i tot retirar-se. Aquestes faciliten una divisió flexible de l'espai que permet tant el recolliment com l'adaptació per a una reunió. Aquest sistema permet un millor aprofitament de la brisa fresca i una vista cap al jardí. El disseny de les habitacions del ryokan es va desenvolupar a partir de la proximitat amb la natura per crear subtils ambients comptant amb el cant dels ocells i el brunzit dels insectes de tardor, el so del vent entre les branques de pins i l'olor de la terra després de la pluja d'estiu. El sòl de l'habitació està cobert per un tatami, considerat el millor revestiment per a crear un clima interior especial per l'absorció acústica i aïllament sonor. La majoria d'aquests establiments de luxe estan construïts en fusta, d'una o dues plantes, amb no més de 30 habitacions.

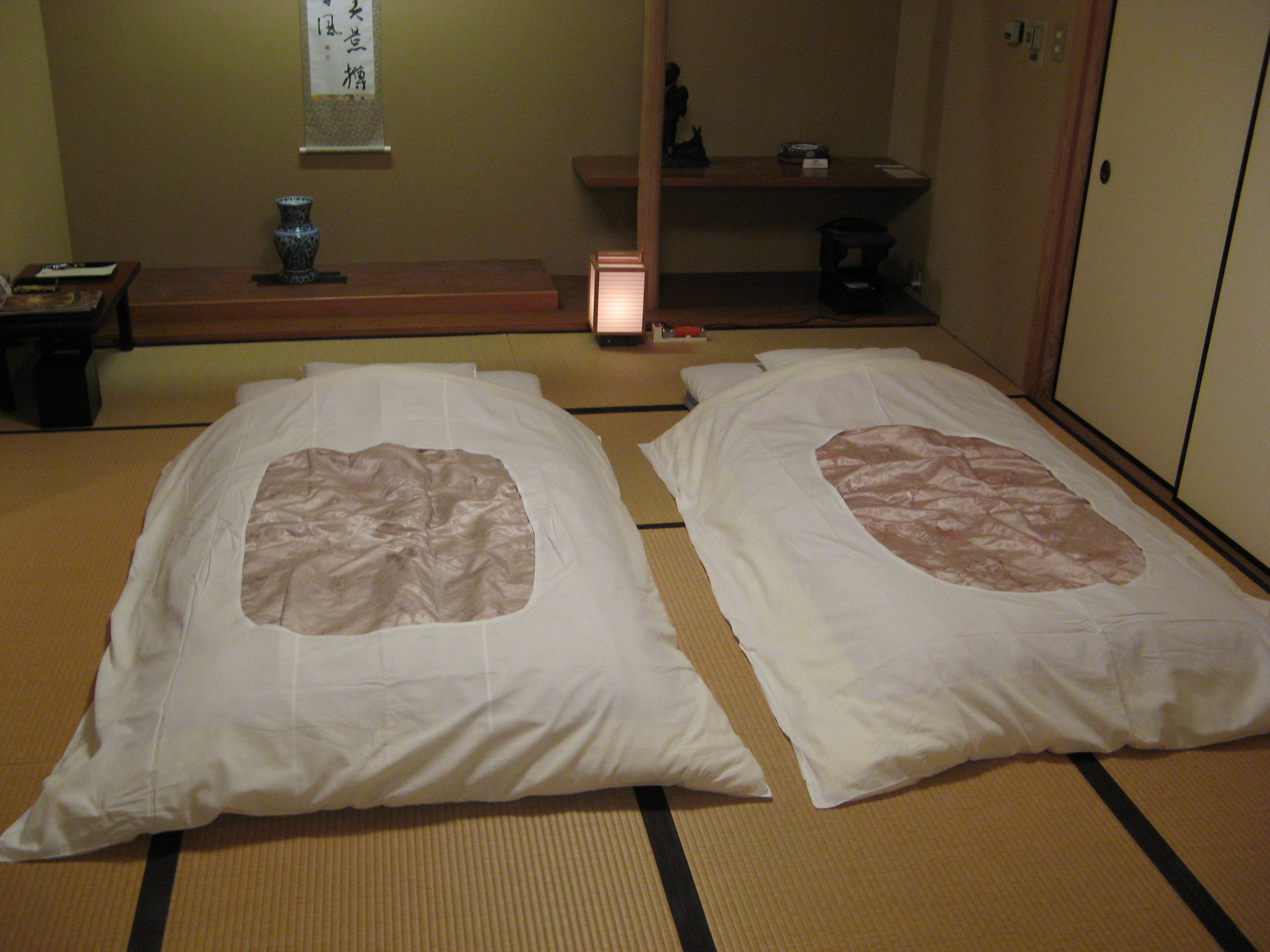
Futon

Els elements que es poden trobar en una habitació són:
- L'agari-kamachi (petit lloc que es troba després d'obrir les portes per treure les seves sabates).
- Shoji (portes corredisses) que separen l'agari-kamachi de l'habitació.
- El tatami cobrint el pis.
- Taules baixes de fusta.
- Zabuton (coixins per seure).
- Futon (cobrellit per dormir).
- Un tokonoma.
- Un oshiire (un armari per guardar el futon).
- Un engawa (una plataforma tipus balcó a nivell de pis que dona al jardí).[5]

Les temporades altes de recepció en els ryokan són durant la primavera (març/abril) i la tardor (octubre/novembre) japoneses, motiu pel qual la reserva es realitza amb molta antelació.
Tot i utilitzar-se portes amb frontisses per raons de seguretat, l'entrada a un ryokan generalment consisteix d'un petit descans on els hostes s'han de treure les sabates abans de trepitjar el tatami, el qual ha d'estar separat per una porta corredissa. Tot seguit, els visitants podran calçar-se els seus respectius parells de zori (sandàlies) o calçat sabatilla.

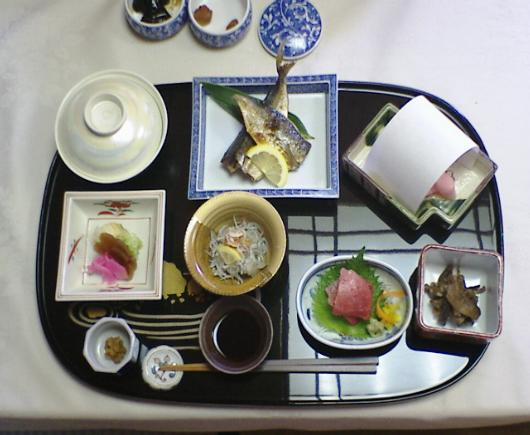
Esmorzar servit en un ryokan.

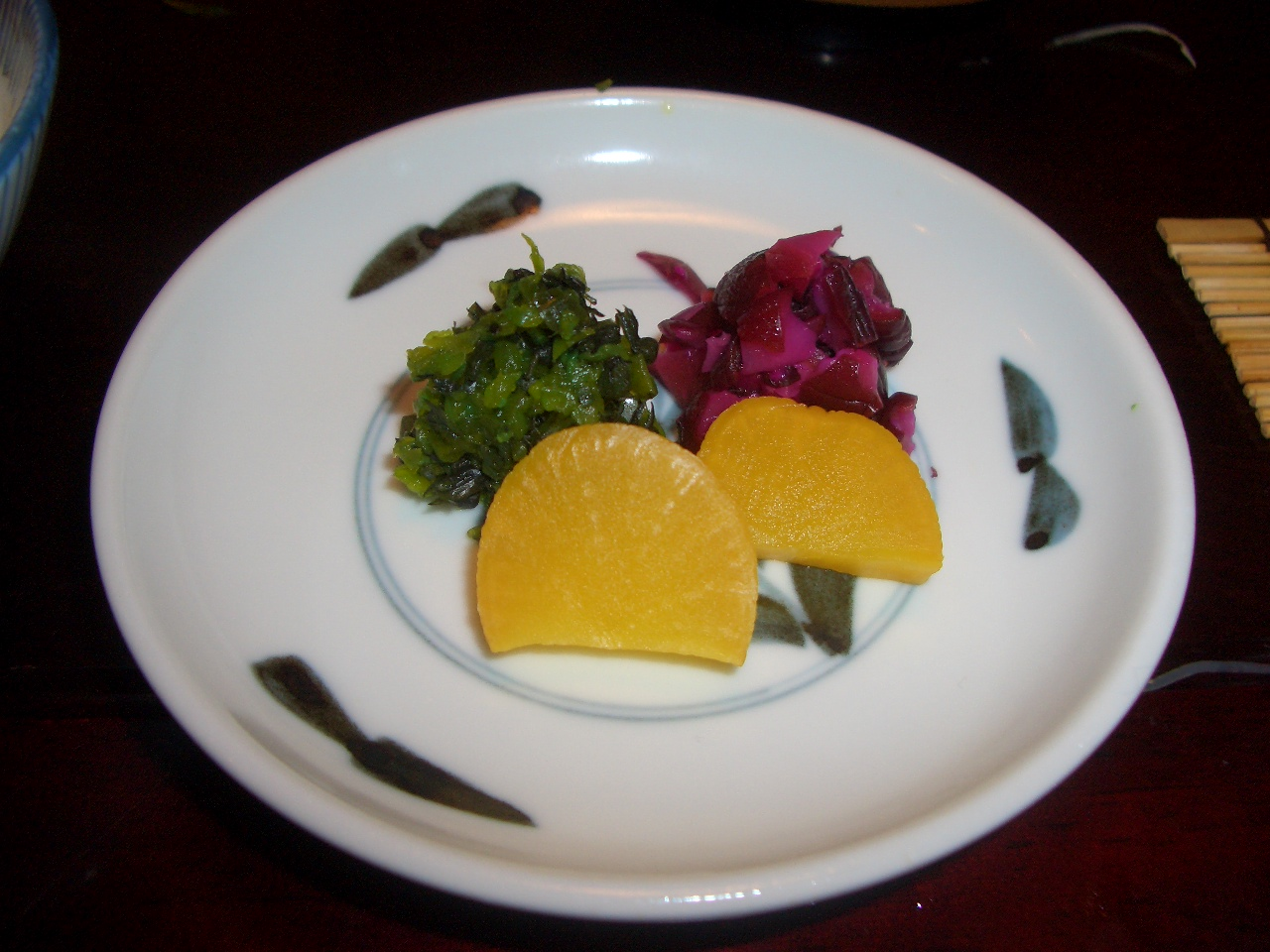
Tsukemono servit al Motonago Ryokan, prop del temple Yakasa, Kioto.

Els àpats tenen lloc a les estances privades de cada habitació i es menja assegut en coixins que a la nit han de deixar lloc al futon. El sopar kaiseki consta de més de vint plats de cuina cortesana, cadascun d'ells amb detalls summament cuidats. Cada grup d'habitacions posseeix el seu propi ofuro (bany calent de fusta de cedre per relaxar-se) i el mateix ryokan disposa d'un bany comú, el qual consisteix en una gran banyera natural situada al jardí o bé un lloc reservat amb vista a la naturalesa. Si es vol sortir a aquest jardí, l'hoste haurà d'utilitzar usar les Geta (sandàlies de fusta) o sette (sandàlies de cuir). La vestimenta requerida per a aquest tipus d'allotjaments és el quimono o yukata, proveïts pel mateix ryokan. Les textures de la fusta i ornaments, així com tots els materials de construcció en mantenen la bellesa original intacta i complementen la simplicitat de l'estructura.

## Minshuku
El denominat Minshuku (民宿) posseeix característiques més modestes i un preu més baix. Les diferències entre un ryokan i un minshuku són mínimes. La roba de llit ha de ser proveïda pel visitant i les hores de tornada a l'hotel són una mica més restringides, ja que alguns d'aquests establiments són llars familiars amb una habitació per hostes.

## Personal
Els ryokan, segons ordre jeràrquic, està ocupat per:
- Okami (女将): Gerent de l'hotel. Generalment és la propietària o bé la dona del propietari. Té la responsabilitat d'accollir i atendre els clients, també atén totes les activitats relacionades amb l'ambient exterior al ryokan, com els negocis i la relació i cooperació amb la comunitat. La tradició del ryokan és que la possessió del mateix passi de generació en generació dins d'una família. Així, tres generacions de dones es diuen oo-kami (Gran Okami), l'okami, i la waka-Okami (Jove Okami). En la majoria, es passa de mare a filla i de filla a filla política.[9]

- Gerent: Rol masculí que, al costat de l'okami, és responsable del manteniment del ryokan però no té tantes oportunitats de mantenir un contacte directe amb els clients com l'okami. És també un representant de l'establiment dins de la comunitat.[9]

- Nakai-sant (仲 居) o jochū-san (女中): Cambrera, tot i que també serveix d'assistent. S'encarrega de diverses habitacions i auxilia a l'hoste de moltes maneres, no només com una serventa. El seu comportament és summament meticulós per tal de mostrar amabilitat i no aclaparar al viatger.[9][2]

## Rellevància cultural

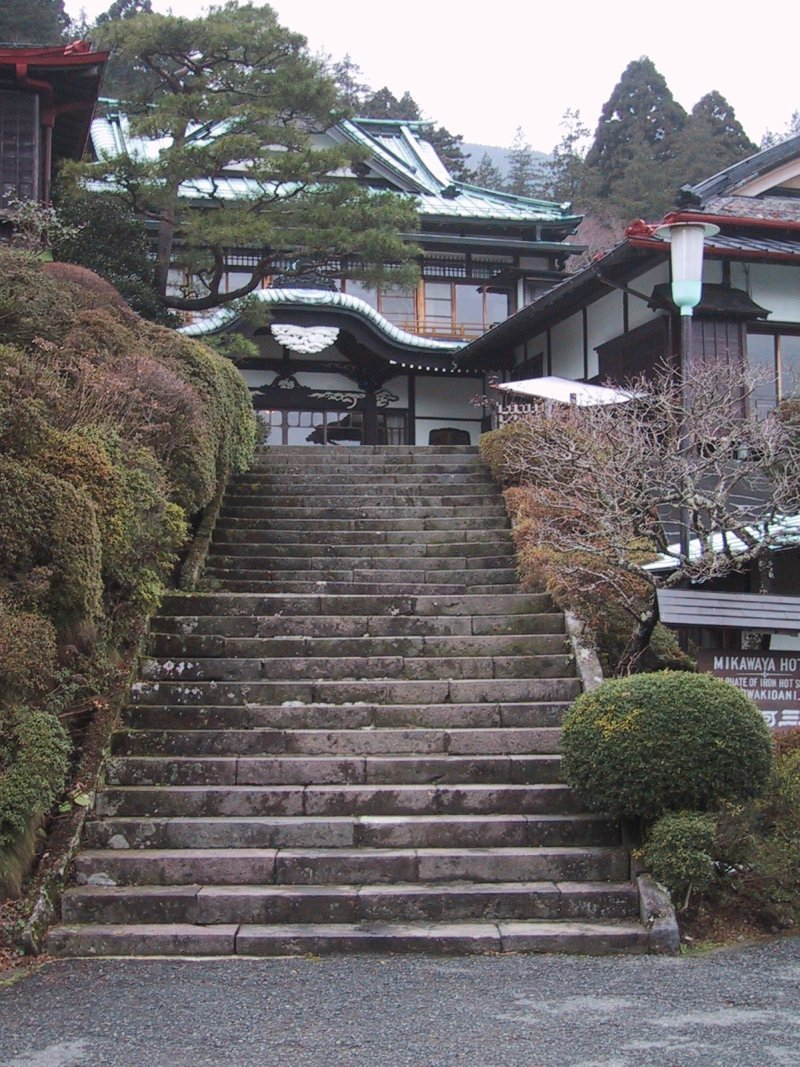
Entrada d'un onsen d'aproximadament 120 anys d'antiguitat a Hakone.

Històricament, el poble japonès ha treballat àrduament per perfeccionar l'art de la relaxació. Aquests llocs d'estada serveixen per connectar occident amb el món asiàtic i l'estil de vida tradicional oriental, en la mesura que l'hoste se senti còmode i pugui tenir una noció de la vida quotidiana japonesa com succeïa en el passat. Molts d'aquests llocs han tingut cert protagonisme en la història del Japó com a llocs de reunió o per a planificar estratègies d'atac dels diferents clans japonesos de finals del període Tokugawa, com per exemple l'Ikumatsu, a Kyoto, o el Futami-kan Hinjitsu-kan. Aquest últim es troba a la badia de Futamigaura, a la península d'Ise, prop del santuari que porta el mateix nom. Després de l'oficialització de la religió shinto, els membres de la casa reial japonesa van visitar més sovint el santuari, per això calia un allotjament d'acord amb el seu nivell social. La construcció és una mostra arquitectònica de l'era Meiji. Al principi, Futami-kan i Hinjitsu-kan eren dos edificis independents, però el 1911, el grup Shin'enkai es va desmembrar i els amos del Futami-kan adquiriren el Hinjitsu-kan. El 1930, l'estructura va patir alguns canvis, per les quals avui es pot apreciar una coexistència harmònica de formes arquitectòniques clàssiques japoneses i elements d'estil occidental.
L'estil shoin (書院造り), desenvolupat a partir de la forma de vida dins de l'estètica Shinden (estil arquitectònic del període Heian), es troba present a les seves habitacions, ambientant el lloc amb un estil imperial. El Hinjitsu-kan és considerat una de les peces mestres de l'arquitectura japonesa.
D'aquesta manera, aquests llocs representen la història viva dels esdeveniments que es van suscitar en les diferents èpoques. L'arquitectura, les formes d'atenció a l'hoste i la responsabilitat en les formes cordials del tracte ofereixen als ulls occidentals una particularitat que la diferencien de la resta del món.

## Influència
Els contrastos entre blanc i gris i els rectangles proporcionats característics d'aquests establiments van ser font d'inspiració del moviment bauhaus i han influit en tota una generació d'arquitectes occidentals, des de Charles Rennie Mackintosh i Piet Mondrian, fins a Frank Lloyd Wright.